# Kragjärpe
Kragjärpe (Bonasa umbellus) är en nordamerikansk hönsfågel i familjen fasanfåglar.

## Utseende och läten
Kragjärpen är en rätt stor (43–48 cm) hönsfågel med kort tofs och solfjäderformad, rätt lång stjärt med ett mycket tydligt mörkt ändband. Karakteristiskt är också en mörk halskrage som burras upp under spelet och breda, svarta band på flankerna. Fjäderdräkten varierar från rostbrun till gråbrun. Från båda könen hörs kluckande läten.

## Utbredning och systematik
Kragjärpe delas in i 14 underarter med följande utbredning:
- Bonasa umbellus yukonensis – västra Alaska och Yukon till södra Northwest Territories (Mackenziedistriktet) och nordvästra Saskatchewan.
- Bonasa umbellus umbelloides – sydöstra Alaska till British Columbia och österut till Quebec.
- Bonasa umbellus labradorensis – Labrador.
- Bonasa umbellus sabini – kustnära sydvästra British Columbia till nordvästra Kalifornien.
- Bonasa umbellus brunnescens – Vancouver Island och angränsande fastland.
- Bonasa umbellus castanea – Olympiska halvön i nordvästra Washington.
- Bonasa umbellus affinis – inlandet från British Columbia till Washington och centrala Oregon.
- Bonasa umbellus phaios – sydöstra British Columbia och östra Washington till Klippiga bergen i södra Idaho.
- Bonasa umbellus incana – sydöstra Idaho, Wyoming och North Dakota till Colorado och västra South Dakota.
- Bonasa umbellus mediana – Minnesota och södra Wisconsin
- Bonasa umbellus togata – södra Ontario och södra Quebec till norra Wisconsin, centrala Michigan och centrala New York.
- Bonasa umbellus thayeri – Nova Scotia.
- Bonasa umbellus umbellus – New York och Massachusetts till östra Pennsylvania och New Jersey.
- monticola – södra Michigan, Ohio och Pennsylvania till norra Georgia.

Vissa urskiljer ytterligare en underart, helmei med utbredning på Long Island i New York. Andra inkluderar thayeri i togata samt affinis i umbelloides.

### Släktskap
Kragjärpen placeras numera som ensam art i släktet Bonasa, som tidigare inkluderade även järpe och kinesisk järpe. Genetiska studier har dock visat att de inte är varandras närmaste släktingar. Kragjärpen utgör en distinkt evolutionslinje, systergrupp till alla andra  skogshöns. 

## Levnadssätt
Kragjärpen är vida spridd och lokalt rätt vanlig, framför allt i skogsområden med tät undervegetation och ungskog. Den är typiskt skygg och svår att se bra. Ofta ses den när den plötsligt flyger upp från marken för att sedan glida ner till nästa gömställe. Ibland kan den ses närma sig vägkanter för att plocka grus. Underspelet på våren trummar hanen sina vingar mot bröstet och skapar på så sätt ett karakteristiskt ljud.

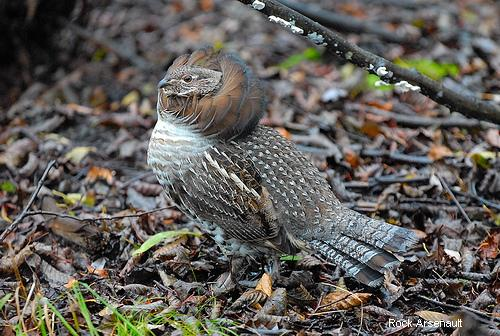
Hane kragjärpe som burrar upp halskragen under spelet.

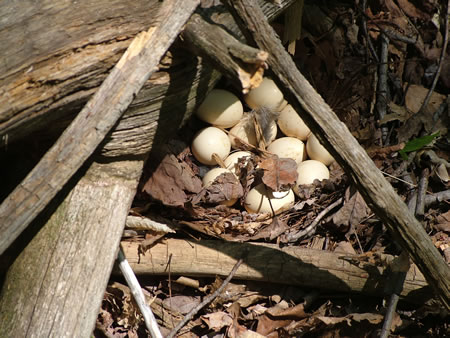
Bo med ägg.

## Status och hot
Arten har ett stort utbredningsområde och en stor population, men tros minska i antal, dock inte tillräckligt kraftigt för att den ska betraktas som hotad.